# Regressione marina

Sezione stratigrafica che mostra un evento di trasgressione (in alto) e di regressione marina

La regressione marina è un evento geologico nel corso del quale il livello del mare si abbassa portando in superficie quelle che prima erano superfici sommerse.
Le regressioni possono essere causate da un effettivo abbassamento del livello del mare, come ad esempio nel corso di una glaciazione, oppure da un sollevamento della crosta terrestre a seguito di movimenti tettonici.
A seguito di una regressione la porzione di crosta portata in superficie subisce processi di erosione e, in funzione delle condizioni ambientali e della durata della regressione, accumulo di sedimenti da cui si originano facies sedimentarie di tipo continentale, come le facies alluvionali, generate dalla sedimentazione di clasti trasportati dai fiumi, e le facies desertiche, generate dal deposito di sabbia trasportata dal vento.
Il fenomeno opposto, cioè l'innalzamento del livello del mare, è chiamato trasgressione marina.
In una successione stratigrafica, il passaggio da una trasgressione ad una regressione è, in genere, indicato dalla presenza di facies di transizione, indicative di ambienti sedimentari marini tipici via via di acque meno profonde col passare del tempo, fino ad arrivare talvolta a sedimenti di ambiente continentale subaereo, mentre il passaggio inverso inizia spesso con una discordanza angolare.

## Eventi storici
Nei reperti fossili sono presenti evidenze di vari fenomeni di regressione e trasgressione avvenuti nel corso delle ere geologiche. Alcune di queste fluttuazioni possono aver causato o contribuito ad eventi di estinzione di massa, come l'estinzione di massa del Permiano-Triassico (avvenuta circa 250 milioni di anni fa) e quella del Cretaceo-Paleocene (circa 65 milioni di anni fa). Si stima che all'epoca dell'estinzione del Permiano-Triassico, che fu il più importante evento di questo tipo nella storia della Terra, il livello del mare sia abbassato in media di 250 metri.
Un evento di regressione marina su scala regionale ha interessato il bacino mediterraneo alla fine del Miocene (Messiniano): a causa della chiusura dello Stretto di Gibilterra, il Mar Mediterraneo si prosciugò quasi completamente per evaporazione esponendo il fondale ad una condizione di continentalità. Questo evento è noto come la grande crisi di salinità del Messiniano.
Nel caso delle glaciazioni del Pleistocene, esiste una chiara correlazione tra gli episodi di glaciazione e le regressione marine osservate durante questo periodo: la massa d'acqua immagazzinata  nelle calotte di ghiaccio venne sottratta dal quantitativo di acqua liquida disponibile per gli oceani e questo portò, al picco del periodo glaciale di 18.000 anni fa, ad un abbassamento del livello marino compreso tra 120 e 130 metri. Simili situazioni possono portare alla scomparsa di organismi che vivevano in acque basse o al confinamento di quelli che precedentemente erano mari aperti e che si trasformavano in specchi d'acqua chiusi, con conseguenti influenze sulla varietà della flora e della fauna.

## Aspetti e cause
Non tutte le regressioni marine sono tuttavia collegate o collegabili ad episodi di glaciazione. La regressione del Permiano sembra ad esempio essere ricollegabile alla formazione della Pangea. La fusione delle grandi masse continentali in un unico megacontinente può aver favorito un episodio di regressione collegato ad un ampliamento dei bacini oceanici in seguito alla coalescenza delle grandi masse continentali.
In altri casi le regressioni marine possono essere riconducibili ad abbassamenti dei fondi oceanici collegati ad episodi di subduzione della crosta terrestre nel corso dei continui movimenti legati alla tettonica delle placche.